# Svedjeholmen
För andra betydelser, se Svedjeholmen (olika betydelser).
Svedjeholmen (finska: Kaskisaari) är en ö i Helsingfors stad mellan Drumsö och Lövö.
Svedjeholmens historia som modernt bostadsområde är ganska kort. Till en början hörde holmen till två män, affärsmannen och ingenjören Karl Flander fram till 1938 och apotekarrådet Idman till slutet av 1950-talet. Även affärsmannen Schuster, ägde en del av ön fram till 1950-talet. Vid denna tidpunkt fanns endast en handfull byggnader på holmen. Trots att staden utvecklades kring holmen flyttade de första nya invånarna in först 1961.
På Svedjeholmen finns Finlands dyraste bostadshus vars värde uppskattas till 9 miljoner euro och har en bostadsyta på 900 kvadratmeter. Den byggdes för investerare Jussi Salonoja, som ärvde flera miljoner som 11-åring, och ägs numera av racerföraren Kimi Räikkönen